# Saccopharynx ampullaceus
Saccopharynx ampullaceus is een straalvinnige vis uit de familie pelikaanalen (Saccopharyngidae). De wetenschappelijke naam van de soort werd in 1827 als Ophiognathus ampullaceus, tegelijk met de naam van dat geslacht, gepubliceerd door John Harwood.

## Kenmerken
Deze soort heeft een kleine bek die los hangt. Deze kan erg wijd opengesperd worden zodat prooien kunnen worden gegeten die groter zijn dan het dier zelf. De kop zelf is iets kleiner dan die van de grootbekaal. Hij heeft ook hetzelfde lichtgevende orgaan aan het staarteinde, waarmme hij prooien lokt.

## Leefwijze
Deze diepzeevis zwemt langzaam rond met de kaken wijd opengesperd. De prooi wordt waarschijnlijk aangetrokken door het lichtgevende orgaan en zwemt spontaan de bek in.

## Verspreiding en leefgebied
Deze soort komt voor in de Atlantische Oceaan op grote diepten.